# J Mascis

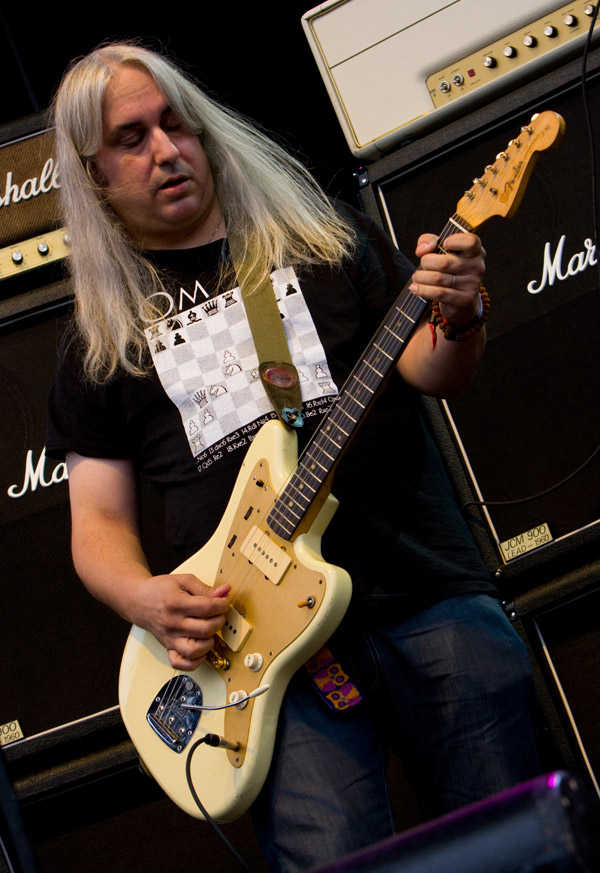
J Mascis (2009)

J Mascis, eigentlich Joseph Donald Mascis Jr. (* 10. Dezember 1965 in Amherst, Massachusetts), ist ein US-amerikanischer Musiker, bekannt vor allem als Sänger und Gitarrist der Independent-Band Dinosaur Jr.

## Werdegang
Bevor J Mascis 1984 Dinosaur Jr. gründete, war er Schlagzeuger der Gruppe Deep Wound. Ein Angebot, als Schlagzeuger bei Nirvana einzusteigen, lehnte er ab. Dinosaur Jr. avancierte zu einem der Vorreiter der amerikanischen Alternative-Rock-Szene der 1980er Jahre. Nach dem Ausstieg von Lou Barlow 1989 und Murph 1993 aus der Gruppe war Mascis das einzige feste Bandmitglied. 1996 veröffentlichte Mascis ein akustisches Solo-Album Martin & Me. Ab 2000 war er mit J Mascis + The Fog unterwegs. 2005 nahm er das Album J + Friends Sing + Chant for AMMA auf, eine Reminiszenz an den indischen Guru Amritanandamayi. 2005 kam es zur Reunion von Dinosaur Jr.
2005 gründete Mascis zusammen mit Dave Sweetapple und Kyle Thomas das Nebenprojekt „Witch“. Die Band erinnert leicht an die alten Sounds von Black Sabbath. Mit Witch nahm Mascis zwei Studio-Alben auf.
Im selben Jahr kamen Dinosaur Jr. wieder in der Originalbesetzung zusammen und spielten live auf einigen Festivals und Tours. 2007 erschien dann das Comeback-Album Beyond, 2009 das Album Farm.
2011 veröffentlichte er sein Soloalbum Several Shades of Why. 2014 folgte Tied to a Star. 2024 erschien What do we do now. Es sei „die beste Sammlung von Solostücken, die Mascis bisher geschrieben hat“, meinte der Plattenkritiker der Badischen Neuesten Nachrichten.
Der Rolling Stone listete Mascis 2011 auf Rang 86 der 100 größten Gitarristen aller Zeiten.

## Diskografie

### Soloalben
- Martin + Me (1996)
- The John Peel Sessions (2003)
- J and Friends Sing and Chant for Amma (2005)
- J Mascis Live at CBGB’s (2006)
- Several Shades of Why (2011)
- Tied to a Star (2014)
- Elastic Days (2018)
- What Do We Do Now (2024)

### Dinosaur Jr.
- Dinosaur (1985)
- You’re Living All Over Me (1987)
- Bug (1988)
- Whatever’s Cool With Me (1991)
- Green Mind (1991)
- Where You Been (1993)
- Without a Sound (1994)
- Hand It Over (1997)
- Beyond (2007)
- Farm (2009)
- I Bet on Sky (2012)
- Give a Glimpse of What Yer Not (2016)
- Sweep It into Space (2021)

### J Mascis + The Fog
- More Light (2000)
- Free So Free (2002)